# Патрушев, Григорий Афанасьевич
Григорий Афанасьевич Патрушев (29 ноября 1923, Нолинский уезд, Вятская губерния — 1985, Москва) — советский врач, доктор медицинских наук, член-корреспондент Академии медицинских наук СССР, директор Государственного научно-исследовательского института органической химии и технологии (1978—1985).

## Биография
В годы Великой Отечественной войны был фельдшером, командиром санитарного взвода; участвовал в боях в качестве снайпера. Призван Лебяжским РВК Кировской области.
На фронте — с 1941 года (Калининский, Северо-Западный, Донской, Сталинградский, Южный, 4-й, 3-й, 2-й Украинские фронта).
Приказом по 5-й гв. мех. бригаде №: 10/н от: 12.03.1943 года командир санитарного взвода 1 мотострелкового батальона 5-й гв мех. бригады гвардии воен. фельдшер Патрушев награждён медалью «За боевые заслуги» за неутомимое оказание помощи раненым под обстрелом в районе хут. Ряжиная.
Приказом по 5-й мех.бригаде от 06.03.1944 года награждён медалью «За оборону Сталинграда».
Приказом ВС 3-го украинского фронта №: 4/н от: 07.04.1944 года фельдшер 1-го мотострелкового батальона 5-й гвардейской мех. бригады 2-го гвардейского мех. корпуса гвардии лейтенант мед.службы Патрушев награждён орденом Отечественной войны 1-й степени за то вынос с поля боя 9 тяжелораненных советских бойцов с оружием и взятием в плен группы немецких солдат в количестве 10 человек с захватом их оружием(2 пулемета,3 автомата).
Приказом по 5-й гв.мех.бригаде №: 28/н от: 14.12.1944 года фельдшер 1-го мотострелкового батальона 5-й гвардейской мех.бригады 2-го гвардейского мех.корпуса гвардии лейтенант мед.службы Патрушев награждён орденом Красной Звезды за то, что в боях за н/п Дани и Валко вынес с поля боя 27 раненных солдат с оружием и оказал медицинскую помощь 147 солдатам и офицерам.
Член ВКП(б) с 1944 года.
Приказом по 4 гв. мехп. награждён медалью «За взятие Будапешта».
Приказом по 2-му мех.корпусу №: 48/н от: 26.05.1945 года фельдшер 2-го мотострелкового батальона 5-й гвардейской мех.бригады 2-го гвардейского мех.корпуса гвардии старший лейтенант мед.службы Патрушев награждён орденом Отечественной войны 2-й степени за вынос поля боя 16 тяжелораненных бойцов.оказание медицинской помощи 141 бойцу, уничтожение 7 вражеских солдат из своего личного оружия, организацию уничтожения 2 БТР и 2 автомобилей путем отражения атаки противника из ПТР,уничтожение сбежавшего экипажа немецкого танка.
Приказом по 2-й гв.мех.дивизии №: 390 от: 30.03.1946 года военфельдшер 1205 стр.полка 263 -й стр.дивизии гвардии страший лейтенант мед.службы Патрушев награждён медалью «За оборону Москвы».

## После войны
В 1954 г. окончил 1-й Московский медицинский институт (диплом с отличием). С 1967 г. работал в НИИ органической химии и технологии: начальником отдела общей и молекулярной токсикологии и биохимической фармакологии (с 1967 г.), директором института (с 1978). Изучал взаимосвязи между химической структурой и биологическими свойствами органических соединений и созданием на основе полученных данных медицинских препаратов с заданными свойствами.
19 февраля 1982 избран членом-корреспондентом Академии медицинских наук СССР по отделению медико-биологических наук.
В 1985 году награждён орденом Отечественной войны 1-й степени.
Похоронен на Кунцевском кладбище вместе с супругой Т. П. Печерниковой 

### Семья
Жена — Тамара Павловна Печерникова,  специалист по судебной психиатрии. Доктор медицинских наук, профессор. Согласно ряду источников, была причастна к практике использования психиатрии в политических целях в СССР. Г. А. Патрушев был научным руководителем своей жены.
Братья — Василий Афанасьевич Патрушев, Виктор Афанасьевич Патрушев.
Сестра — Евгения Афанасьевна Патрушева.

## О нём
Труд санитара-носильщика во времена войны был смертельно опасным. Этим приказом спасение раненого воина было определено как проявление высокой воинской доблести и героизма.

Одним из таких героев был член-корреспондент АМН СССР Григорий Патрушев. Под огнем противника он вынес с поля боя более 200 тяжелораненых бойцов с оружием и амуницией. На войне было много трудностей, связанных с оказанием медицинской помощи на поле боя, но смелый медик, сам неоднократно раненый, оставался в строю. Патрушев — один из тех, кто прошел через пламя Великой Отечественной войны, совершил подвиг, а после войны самоотверженно трудился на благо российской медицины. Он воевал в составе прославленного 2-го гвардейского Николаево-Будапештского Краснознаменного ордена Суворова механизированного корпуса (бывшая 363-я стрелковая дивизия) от Сталинграда до Праги. За отвагу и мужество Григорий Афанасьевич Патрушев неоднократно представлялся к наградам. После войны он окончил 1-й МОЛМИ, защитил кандидатскую и докторскую диссертации. В последующие годы научная и организационная деятельность его была направлена на решение важнейших проблем фармакологии и токсикологии.

Меня избрали в студенческий профком и определили в оздоровительную комиссию. Старший в комиссии — Гриша Патрушев. Окончилось первое заседание профкома. Притулились в уголке заполненной студентами комнаты. Гриша сжато и четко показал, как важно диетпитание при язвенной болезни и других недугах. Он лишь на один курс старше меня, но так объемно и кратко изложил суть дела! Далее, последовал конкретный план работы комиссии, распределение обязанностей. Я старался, но не все гладко получалось. К тому же увлекся работой в научном студенческом кружке и самодеятельностью. Наше эстрадное обозрение «День открытых дверей» пользовалось шумным успехом. Даже приглашали выступать на престижных сценах в ЦДРИ, доме актеров… Несколько участников нашей самодеятельности стали известными писателями и актерами. Посмотрел обозрение и Гриша. Отозвал в сторонку: «Слушай, Коля, у тебя это лучше получается, чем оздоровительная комиссия. Уже есть девочка, отлично справляется. Желаю успехов на эстраде».
Несмотря на то, что меня отстранили от оздоровительной комиссии, наши хорошие отношения с Гришей сохранились. Однажды я посетовал, что заболел дядя, а участковый врач не может разобраться в болезни. Гриша сказал, что у него есть время и немедленно едем.
Какой же это был великолепный урок терапии! Тщательный опрос, обследование (осмотр, пальпация, перкуссия, аускультация). Гриша заставил и меня, беспомощного, принимать в этом участие и терпеливо объяснял. Наконец, Гриша поставил диагноз и сказал, что нужно стационировать. Телефон был только в одной квартире на 4-м этаже нашего старого дома. Поднялись. Гриша позвонил. На другой день дядя лег в клинику. 
В моем представлении Гриша был великим терапевтом. Да, что я! Сам профессор Владимир Никитич Виноградов заприметил способности Г. А. Патрушева. Но он решил иначе: «Поставить правильный диагноз полдела, нужно найти действенное лекарство».
И Г. А. Патрушев решительно переходит на «химические рельсы» в медицине. А ведь на младших курсах у него именно с химией были проблемы. Вообще-то он, благодаря своим способностям и уникальной организованности, учился блестяще, имел именную стипендию Н. А. Семашко, окончил с красным дипломом.
Он — сотрудник НИИ органической химии и технологии, где благодаря своим способностям в 1978 году стал директором. В 1982 году избран членом-корреспондентом АМН СССР. Характеристику научных работ возьму из официального академического справочника. Итак, его «Исследования посвящены проблемам взаимосвязи между хим. структурой, физ.-хим. свойствами, токсикокинетикой и токсикодинамикой различных классов органич. соединений и поиска на этой основе мед.препаратов и рецептур с заданными свойствами». А ведь у него были трудности с химией на младших курсах!
В прошлом году в Институте, где директорствовал Григорий Афанасьевич, прошла конференция, посвященная 80-летию со дня его рождения (скончался в 1985 году). И выпукло рисовался облик замечательного ученого, администратора, строителя, мужественного человека. О его мужестве говорят и многие ордена и медали, коими был награждён в годы Великой Отечественной войны командир санитарного взвода Григорий Афанасьевич Патрушев.
О бесстрашии Патрушева рассказывает его боевой товарищ и тоже командир санитарного взвода Михаил Кузьмич Кузьмин: «Патрушев даже ходил в разведку, хотя это ему и не положено. Необычный эпизод. Идет обстрел, снаряд упал в речку. Всплывает оглушенная рыба. Патрушев бросается прямо одетый в воду и выкидывает рыбу на берег»

## Научная деятельность
Основные направления исследований:
- взаимосвязь между химической структурой, физико-химическими свойствами, токсикокинетикой и токсикодинамикой различных классов органических соединений;
- поиск медицинских препаратов и рецептур с заданными свойствами.

## Награды
- Ордена (2 ордена Отечественной войны 1-й степени, орден Отечественной войны 2-й степени, орден Красной Звезды)
- Медали («За боевые заслуги», «За оборону Москвы», «За оборону Сталинграда», «За взятие Будапешта», «За победу над Германией в Великой Отечественной войне 1941—1945 гг.»).